# Giddaobanahalli, Hiriyur
Giddaobanahalli là một làng thuộc tehsil Hiriyur, huyện Chitradurga, bang Karnataka, Ấn Độ.